# Крюково (Ленинградская область)
Крюково — деревня в Заклинском сельском поселении Лужского района Ленинградской области.

## История
Деревня Крюково впервые упоминается в писцовой книге Водской пятины 1500 года в Дмитриевском Городенском погосте Новгородского уезда.
Под названием Крюкова она обозначена на карте Санкт-Петербургской губернии 1792 года А. М. Вильбрехта.
Крюково упоминается на карте Санкт-Петербургской губернии Ф. Ф. Шуберта 1834 года.

КРЮКОВО — деревня принадлежит: коллежскому асессору Сергею Ефимову, число жителей по ревизии: 11 м. п., 12 ж. п.

тайному советнику сенатору Ивану Трофимову, число жителей по ревизии: 16 м. п., 14 ж. п.

супруге его Надежде Трофимовой, число жителей по ревизии: 4 м. п., 6 ж. п.

малолетнему Николаю Кишкину, число жителей по ревизии: 4 м. п., 5 ж. п.

полковнице Велбуа, число жителей по ревизии: 1 м. п., 2 ж. п.

недорослю Ренни, число жителей по ревизии: 6 м. п., 8 ж. п. (1838 год)

Деревня Крюкова отмечена на карте профессора С. С. Куторги 1852 года.

КРЮКОВО — деревня господина Трофимова, по просёлочной дороге, число дворов — 10, число душ — 41 м. п. (1856 год)

Согласно X-ой ревизии 1857 года деревня состояла из трёх частей:

1-я часть: число жителей — 9 м. п., 11 ж. п.
  
2-я часть: число жителей — 42 м. п., 31 ж. п. (из них дворовых людей — 18 м. п., 9 ж. п.)

3-я часть: число жителей — 11 м. п., 14 ж. п.

КРЮКОВО — деревня владельческая при колодцах, число дворов — 14, число жителей: 47 м. п., 38 ж. п.; Часовня православная. (1862 год)

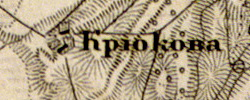
Деревня Крюково на карте 1863 года

Согласно карте из «Исторического атласа Санкт-Петербургской Губернии» 1863 года деревня называлась Крюкова.
В 1868 году временнообязанные крестьяне деревни выкупили свои земельные наделы у А. Н. Цылова и стали собственниками земли.
Согласно подворной описи Крюковского общества Кологородской волости 1882 года, деревня состояла из трёх частей:
 
1) бывшее имение Ренни, домов — 6, душевых наделов — 9, семей — 4, число жителей — 22 м. п., 9 ж. п.; разряд крестьян — собственники.
  
2) бывшее имение Цылова, домов — 15, душевых наделов — 24, семей — 16, число жителей — 49 м. п., 48 ж. п.; разряд крестьян — собственники.

3) бывшее имение Вильбрехт, домов — 6, душевых наделов — 11, семей — 5, число жителей — 20 м. п., 18 ж. п.; разряд крестьян — водворённые на земле мелкопоместных владельцев.
Согласно материалам по статистике народного хозяйства Лужского уезда 1891 года, имение при селении Крюково принадлежало мещанину П. Васильеву, имение было приобретено до 1868 года.
В XIX веке деревня административно относилась к Кологородской волости 2-го земского участка 1-го стана Лужского уезда Санкт-Петербургской губернии, в начале XX века — 2-го стана.
По данным «Памятной книжки Санкт-Петербургской губернии» за 1905 год деревня Крюково входила в Крюковское сельское общество.
С 1917 по 1923 год деревня находилась в составе Крюковского сельсовета Кологородской волости Лужского уезда.
С февраля 1923 года, в составе Слапского сельсовета.

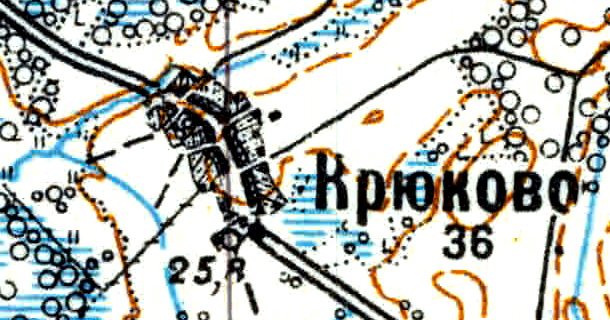
Деревня Крюково на карте 1926 года

Согласно топографической карте 1926 года деревня насчитывала 36 дворов.
В 1928 году население деревни составляло 191 человек.
По данным 1933 года деревня Крюково входила в состав Слапского сельсовета Лужского района.
С декабря 1933 года, в составе Лужского сельсовета.
C 1 августа 1941 года по 31 января 1944 года деревня находилась в оккупации.
В 1958 году население деревни составляло 58 человек.
По данным 1966, 1973 и 1990 годов деревня Крюково также входила в состав Лужского сельсовета.
В 1997 году в деревне Крюково Заклинской волости проживали 18 человек, в 2002 году — 26 человек (русские — 73 %, белорусы — 27 %).
В 2007 году в деревне Крюково Заклинского СП проживали 24 человека.

## География
Деревня расположена в юго-восточной части района на автодороге 41К-141 (Великий Новгород — Луга).
Расстояние до административного центра поселения — 5 км.
Расстояние до ближайшей железнодорожной станции Луга — 7 км.
Деревня находится на правом берегу реки Луга.

## Демография
| 1838 | 1862 | 1928 | 1958 | 1997 | 2007 | 2010 |
| ---- | ---- | ---- | ---- | ---- | ---- | ---- |
| 89   | ↘85  | ↗191 | ↘58  | ↘18  | ↗24  | ↗25  |
| 2017 |      |      |      |      |      |      |
| ↘22  |      |      |      |      |      |      |

## Улицы
Новгородская, Полевая, Центральная.

## Садоводства
Крюково.